# Barbara Dobrzyńska
Barbara Dobrzyńska (ur. 3 grudnia 1947 w Warszawie) – polska aktorka teatralna, autorka scenariuszy i reżyser widowisk patriotycznych.
Wystąpiła w kilku spektaklach Teatru Telewizji: Maskarada (1973), Nie mam nic do powiedzenia (1973), Stary, głupi i anioł (1976), RH inżynier (1978), Vatzlav (1989) oraz Pułapka (1990). W 1982 zagrała w filmie fabularnym Pensja pani Latter w reż. Stanisława Różewicza.
Przez dwa lata występowała jako chórzystka w Zespole Pieśni i Tańca „Mazowsze” (1968–1969). W latach 1969–1973 była aktorką Teatru Żydowskiego w Warszawie. Występowała również na scenie Opery Wrocławskiej, posiada wykształcenie muzyczne, gdzie wystąpiła w blisko 30 przedstawieniach. Od 1973 do 2010 była członkiem zespołu Teatru Polskiego w Warszawie.
Wystąpiła na Festiwalu Piosenki Żołnierskiej w Kołobrzegu w 1979. Dwie nagrane wówczas piosenki wydała na płycie długogrającej Wytwórnia Muza „Kołobrzeg 79 – A mnie się serce rwie do wojska” (LP SX 1714 Muza). Piosenki te to: Białe płaszcze już nie w modzie (śpiew wraz z Barbarą Książkiewicz) i Gdy mężczyźni są na wojnie.
W wyborach samorządowych w 1998 bezskutecznie kandydowała do rady powiatu warszawskiego z listy komitetu Rodzina Polska. 
W 2010 została odznaczona Medalem Polonia Mater Nostra Est. Jej rodzicami byli aktorzy: Maria Fijewska-Dobrzyńska i Stanisław Dobrzyński.